# Рикаче
Рикаче (пол. Rykacze) — село в Польщі, у гміні Замбрув Замбровського повіту Підляського воєводства.
Населення — 123 особи (2011).
У 1975—1998 роках село належало до Ломжинського воєводства.

## Демографія
Демографічна структура станом на 31 березня 2011 року:
|          | Загалом | Допрацездатний вік | Працездатний вік | Постпрацездатний вік |
| -------- | ------- | ------------------ | ---------------- | -------------------- |
| Чоловіки | 69      | 14                 | 48               | 7                    |
| Жінки    | 54      | 7                  | 37               | 10                   |
| Разом    | 123     | 21                 | 85               | 17                   |